# Steven Meisel
Steven Meisel (Nova York, 1954) é um fotógrafo de moda norte-americano.
Steven Meisel fotografou celebridades como Madonna e Isabella Rossellini e foi quem descobriu a top Linda Evangelista [carece de fontes?]. Fotografou para revistas como Vogue, Harper's Bazaar, Seventeen e W. Participou de campanhas para grifes como Prada, Dolce & Gabbana, Valentino e Versace.